# Alstonvale
Alstonvale est une localité australienne située dans la zone d'administration locale du comté de Ballina, dans la région des Rivières du Nord, dans l'État de Nouvelle-Galles du Sud, en Australie.
Alstonvale se trouve à 15 km au nord-ouest de Ballina, au sud de Tintenbar, au nord d'Alstonville, à l'ouest de Teven et à l'est de Wollongbar.
En 2016, la population s'élevait à 442 habitants.